# 風の王国
『風の王国』（かぜのおうこく）は、毛利志生子による日本のライトノベル。イラストは増田メグミが担当している。コバルト文庫（集英社）より2004年6月から2013年8月まで刊行された。2006年にはドラマCDが発売された。

## あらすじ
翠蘭は、唐の皇帝である李世民の姪にあたる商家の娘だったのだが、ある日皇帝の命令により公主と偽って吐蕃に嫁ぐことになる。
それから2年後、翠蘭は親友の朱瓔と、幼なじみの慧を始めとした供と一緒に吐蕃へと向かうが、その途中、謎の奇襲を受ける。そこで現れたリジムと数人の男達に朱瓔を攫われ、翠蘭と慧は彼女を助けに追いかける。かち合った先で彼らと剣を交えることになるが、その際翠蘭とリジムは川に落ち、他の人間とはぐれてしまう。
流された先は元いた所から随分離れており、それから翠蘭は吐蕃の臣だと言うリジムと二人で元いた場所へ戻ろうとするが……。 （以上1巻「風の王国」のあらすじ）

## 登場人物
声優はドラマCDでの声優。

### ツァシュー
李翠蘭（り・すいらん）
声 - 緒方恵美
主人公。皇帝の異母兄にあたる中書侍郎の李淑鵬の娘で、李世民の姪にあたる。しかし唐と吐蕃との和平の為に皇帝の養女となり、文成公主として吐蕃に嫁ぐ。男勝りな性格で、女性だが馬に乗り、剣を扱う。
長安で商家を営んでいる母方の実家・劉家で、祖父母に育てられてきた。本当の父親は李元吉（皇帝の実弟）で、それが原因で母親から疎まれている。実父の元吉は、李世民が皇帝になる前に起きた玄武門の変で殺されている。リジムとの子を出産した。
リジム
声 - 置鮎龍太郎
正式名はクンソン・クンツェン。ソンツェン・ガムポの息子であり、吐蕃王の青年。当初朱瓔を公主と、そして翠蘭を侍女と間違え、襲撃騒動の際朱瓔を連れ出した（1巻）。結婚は二度目であり、前妻のティカルとの間には一人息子のラセルがいる。東吐蕃のツァシューに城を構えている。翠蘭のよき理解者であり、翠蘭を最愛の妻として気遣いをしながらも優しく接している。しかし遠征の最中、落馬し、死亡した。
劉朱瓔（りゅう・しゅえい）
声 - 佐藤利奈
翠蘭の親友で、彼女の侍女として共に吐蕃に来る。占いが得意。足が不自由で、歩くことが出来ない。吐蕃に来てからは主にサンボータやキフルが彼女の足代わりの役目をしてくれている。翠蘭の祖父の計らいによって劉家の養女となった。エウデ・ロガでの事件の末、サンボータと婚約中。
トンミ・サンボータ
声 - 大川透
吐蕃の第三位の大臣。リジムの側近で、飄々とした性格。ギャカル（インド）に派遣され、サンスクリット語から吐蕃文字を創作した。朱瓔と婚約中。
ガル・トンツェン・ユルスン
声 - 家中宏
吐蕃の宰相。リジムの側近。唐に公主を迎えに来た頃は愛想の良い人物で、皇帝に気に入られていた。当初は翠蘭にも人辺りの良い態度を取っていたが、二度目に吐蕃で会うと、ひどく冷めた性格の持ち主だと判明。また過去に前王妃だったティカルとの密通の疑いをかけられた事があり、そのせいもあってか吐蕃に戻ってからは翠蘭には素っ気無い態度を取る。毒舌家。また天候を読む能力がある（観察力に優れている）。キーチェ河畔のチャプーにある自領に、妻と3人の息子がいる。
ディ・セル・グンドゥン
吐蕃の副宰相。ガルとはあまり折り合いが良くない。当初の翠蘭からの印象は、「気のいいおじさん」。風貌が狸に似ており、常にと言っていいほどに、濃い隈がある。
ニャン･ティサン
吐蕃の第四位の大臣。サンボータ、ガル、ディ・セルの4人で「不可能の無い四人」と呼ばれる。
ラセル
前妻ティカルとリジムの間に生まれた子供。吐蕃の王太子で、現在7歳。翠蘭にはとても懐いており、血を分けた母子と思わせるような関係。リジムとの間には、ティカルとリジムの不仲から発したぎこちなさがあったが、翠蘭の仲立ちで解消されつつある。
イェルカ
翠蘭とリジムの間に生まれた子供。吐番王女。名前の由来は泣き声が小さな金の鈴の音のようだとリジムが例え鈴＝イェルカという名前になった。
ダワ
翠蘭付きの女官。
ジスン
リジムの剣の師であるケーセクの姪。しかしとある事情から女性の振りをしており、本当は男。
現在では女装を解き、ケーセクの臣下の子としてリジムに仕えている。慧が旅立ってからはジスンが翠蘭とラセルの護衛官を務める。
エンサ
ツァシューの城の女官長。ティモニェン付きの女官だったこともある。リジムの乳母で、翠蘭のよき相談相手の一人。
ニャン・ロナアルワ
ティサンの姪。翠蘭の侍女。妊娠した時、子の父親をリジムと偽り、死罪にされる。
ニャン･トゥンドゥプ
ティサンの息子。揚水車設置の責任者。ロナアルワと恋仲。
ツェンニャ
ガルの息子で、ラセルの遊び相手。

### ヤルルン
ソンツェン・ガムポ
前吐蕃王で、リジムの父。ヤルルンに城を構えている。本名はレグン。
ドルテ
ソンツェン・ガムポの第三妃。幼い頃に母が亡くなったリジムを本当の息子のように育てた。ソンツェン・ガムポに一番初めに嫁いできた女性。ソンツェン・ガムポとの間に王女ティバンをもうけている。
ティツン
ソンツェン・ガムポの第二妃。ネパールの王女。病死した姉の代わりにソンツェン・ガムポに7歳で嫁いで来た。自分にも周りにも厳しい人物。翠蘭に王妃としての勤めを説く。庭で色々な薬草を栽培していて、薬に詳しい。その事を利用され、ドルテに毒を盛った犯人として濡れ衣を着せられる。本名はネパールの言葉で長く言い辛いため周りの人間に配慮し、ソンツェン・ガムポに吐蕃語の今の名前を頂いた。
リティクメン
ソンツェン・ガムポの第一妃。15歳の若さで嫁いで来た。シャンシュンの王女。「月神」と例えられるほど美しいが、どことなくぼんやりとした印象のある女性。セデレクに襲われその後妊娠したかのようにお腹が膨れるが、周囲には黙っていた。朱瓔の占いによってその経緯が分かり、ソンツェン・ガムポに自分の口から真実を話したことにより元の状態に戻る。
ティモニェン
リジムとセーマルカルの実母。リジムが幼い頃に亡くなった。父はルンツェン王（ソンツェン・ガムポの父）の宰相だったマンツァプ。反逆の罪で当時王太子だったソンツェン・ガムポによって殺された。父を殺したというソンツェン・ガムポがどんな人柄なのかを知るために、ソンツェン・ガムポの2人目の妃選びに参加し、正妃に迎えられる。
セーマルカル
リジムの実妹。ガルによればあまり美しくはないが、頭がよく、情があり、礼儀もわきまえた女性。現在はシャンシュン王に嫁いでいる。シャンシュン王に非道な扱いを受けている。

### ゲルモロン
カウラ
ゲルモロンの女王。派手好きで傲慢な性格。
ラトナ
カウラの妹。非常におとなしいが責任感が強い。カウラの死後にゲルモロンの女王となる。

### コンポ
リュカ
コンポの王女。魔術が使える。翠蘭を公主として迎える元となった松州の戦いの際に婚約者を亡くしてしまい、その事でリジムを恨んでいる。現在、リジムの共生であるキフルと婚約している。
コンポ王
リュカの父で吐蕃内にある国の中でも「特別な三国」に数えられ、その中でも最も特別なコンポの老王。心臓が悪い。

### ツァン・プー
セデレク
リジムの幼なじみ。スツェの孫にあたる。
スツェ
ツァン・プーの領主。前宰相。
ガクレキュン
執務補佐次官。セデレクの父親。

### 他国
尉遅慧（うつち・けい）
声 - 真殿光昭
翠蘭の幼なじみの青年で、彼女の護衛官として共に吐蕃に来る。左目に傷を負っており、眼帯をしている。元は西域の出身で、実の両親は旅の途中の事故で亡くなった。以後、長安の尉遅敬徳の養子となる。武人として高昌国へ遠征に行く直前に、翠蘭の父に戦で手柄を立てれば彼女との結婚を許してもらいたい、という約束を取り付けるが、慧が遠征に行った後に翠蘭の吐蕃への降嫁が決まってしまう。翠蘭の降嫁後、一度彼女の側を離れる。ゲルモロンでの事件の前に吐蕃に戻ってくるが、その事件後、赤兎と共に西域へと旅立つ。その時に翠蘭に一緒に来るかと誘うが、断られる。
西域へ旅をしている途中に寄った街でウィシスたちの事件に関わることになる。その後、タシガンに留まる事を決めた赤兎と別れ、再びサマルカンドに向けて旅立つ。物語中3人の女性（翠蘭、ラトナ、ウィシス）に振られている。
赤兎
元・唐の武人で、慧の知り合い。ゲルモロンの事件の際、カウラの殺人に関わっていた。事件後、慧が西域へ旅立つ際に連れて行かれる。
カロン
慧と赤兎がサマルカンドへ旅立つ際、シャンシュンでつけてもらった案内人。
ウィシス
シャンシュンのタシガンという街で弟と二人で宿屋を営む少女。彼女達の土地を狙う者達に数々の嫌がらせを受けるが、負けずに立ち向かう。
セギン
ウィシスの弟。街で絡まれていたところを慧に助けられる。
恪
皇帝の皇子。呉王。翠蘭の従兄に当たる。長安で暮らしていた頃もあり、その頃から翠蘭とは兄妹のように仲が良い。
ケレス
吐谷渾の王族でリジムの友人。ガルの妻の弟。朗らかな性格でラセルの面倒をよくみる。

## 用語
吐蕃
現在のチベットにあたる国。
ツァシュー
リジムの城がある場所。翠蘭たちはここで暮らしている。
ヤルルン
ソンツェン・ガムポの城がある場所で、吐蕃の首都的存在。
掖庭宮
翠蘭が吐蕃降嫁の前にいた唐の後宮。降嫁準備のため、ここで2年過ごしていた。
吐谷渾
吐蕃と唐に挟まれる国。

## 既刊一覧

### コバルト文庫版
- 毛利志生子（著） / 増田メグミ（イラスト） 『風の王国』 集英社〈コバルト文庫〉、全27巻
  1. 2004年6月10日第1刷発行（6月3日発売[2]）、ISBN 4-08-600435-6
  2. 「天の玉座」2004年9月10日第1刷発行（9月1日発売[3]）、ISBN 4-08-600477-1
  3. 「女王の谷」2004年12月10日第1刷発行（11月30日発売[4]）、ISBN 4-08-600514-X
  4. 「竜の棲む淵」2005年3月10日第1刷発行（3月3日発売[5]）、ISBN 4-08-600557-3
  5. 「月神の爪」2005年8月10日第1刷発行（7月29日発売[6]）、ISBN 4-08-600632-4
  6. 「河辺情話」2005年12月10日第1刷発行（11月30日発売[7]）、ISBN 4-08-600691-X
  7. 「朱玉翠華伝」2006年6月10日第1刷発行（6月1日発売[8]）、ISBN 4-08-600769-X
  8. 「目容の毒」2006年7月10日第1刷発行（6月30日発売[9]）、ISBN 4-08-600787-8
  9. 「臥虎の森」2006年11月10日第1刷発行（11月1日発売[10]）、ISBN 4-08-600835-1
  10. 「花陰の鳥」2007年2月10日第1刷発行（2月1日発売[11]）、ISBN 978-4-08-600871-6
  11. 「波斯の姫君」2007年5月10日第1刷発行（4月27日発売[12]）、ISBN 978-4-08-601008-5
  12. 「初冬の宴」2007年9月10日第1刷発行（8月31日発売[13]）、ISBN 978-4-08-601064-1
  13. 「金の鈴」2007年12月10日第1刷発行（11月30日発売[14]）、ISBN 978-4-08-601099-3
  14. 「嵐の夜（上）」2008年4月10日第1刷発行（4月1日発売[15]）、ISBN 978-4-08-601145-7
  15. 「嵐の夜（下）」2008年6月10日第1刷発行（6月3日発売[16]）、ISBN 978-4-08-601167-9
  16. 「星の宿る湖」2008年10月10日第1刷発行（10月1日発売[17]）、ISBN 978-4-08-601215-7
  17. 「黄金の檻」2008年12月10日第1刷発行（11月28日発売[18]）、ISBN 978-4-08-601234-8
  18. 「砂の迷宮」2009年3月10日第1刷発行（3月3日発売[19]）、ISBN 978-4-08-601264-5
  19. 「うつつの夢」2009年6月10日第1刷発行（6月2日発売[20]）、ISBN 978-4-08-601294-2
  20. 「水面の花」2010年3月10日第1刷発行（3月2日発売[21]）、ISBN 978-4-08-601383-3
  21. 「王太子の花嫁」2010年11月10日第1刷発行（10月30日発売[22]）、ISBN 978-4-08-601465-6
  22. 「春の使者」2011年3月10日第1刷発行（3月1日発売[23]）、ISBN 978-4-08-601501-1
  23. 「山の上の賢者」2011年7月10日第1刷発行（7月1日発売[24]）、ISBN 978-4-08-601539-4
  24. 「王杖の守者」2012年8月10日第1刷発行（8月1日発売[25]）、ISBN 978-4-08-601661-2
  25. 「抱玉の臣」2013年1月10日第1刷発行（2012年12月28日発売[26]）、ISBN 978-4-08-601694-0
  26. 「勝利の時」2013年5月10日第1刷発行（5月1日発売[27]）、ISBN 978-4-08-601724-4
  27. 「暁の歌」2013年9月10日第1刷発行（8月31日発売[28]）、ISBN 978-4-08-601750-3

### 集英社文庫版
- 毛利志生子 『風の王国』 集英社〈集英社文庫〉、2014年4月18日発売[29]、ISBN 978-4-08-745184-9